# Ischyja ferrifracta
Ischyja ferrifracta là một loài bướm đêm trong họ Noctuidae.